# Будівництво 106 і ВТТ
Будівництво 106 і ВТТ — підрозділ системи виправно-трудових установ СРСР, оперативне керування якого здійснювало Головне Управління таборів залізничного будівництва (ГУЛЖДС).
Час існування: організований 30.01.41; закритий 28.06.41.
Дислокація: Мурманська область, ст. Пін-Озеро (Пінозеро).

## Історія
Підрозділ створено на базі Будівництва 105 і ВТТ.
Табір на станції Пінозеро створили для будівництва залізниці Пінозеро — Ковдорово (Ковдор) і шосе. Сюди перекинули зеків з будівництва гілки на Алакуртті і Куолоярві — всього 34 тисячі чоловік. Табір був розформований у перші дні війни. Ковдор був кінцевим табором будівництва, а всього від Пінозера їх було дев'ять. Як правило, на залізничних будівництвах того часу такі табори складалися з 300–400 ув'язнених і розташовувалися через 10-12 кілометрів.